# Wim D. Margadant
Willem Daniël (Wim) Margadant (Beverwijk, 28 mei 1916 – Leersum, 6 juni 1997) was een Nederlands bioloog en erelid van de Bryologische en Lichenologische Werkgroep.

## Levensloop
Margadant studeerde eerst economie, maar ging in 1938 biologie studeren aan de Universiteit van Amsterdam. Hij werd student-assistent van de botanicus prof. Stomps.
Margadant was wetenschappelijk hoofdambtenaar en gespecialiseerd in de systematiek en taxonomie van bladmossen (bryologie) en de Nederlandse mosflora in het bijzonder, en als zodanig verbonden aan het Biohistorisch Instituut van de Universiteit van Utrecht. 
Van 1954 tot 1962 leverde hij een belangrijke bijdrage aan de vijfdelige "Index Muscorum". Hij verzorgde daarvoor tot aan zijn overlijden de correcties en de aanvullingen.
In 1968 promoveerde Margadant aan de Rijksuniversiteit te Utrecht.

## Popularisering bryologie
Naast enkele andere bryologen heeft Margadant in Nederland een belangrijke rol gespeeld in de bryologie, en in het bijzonder de popularisering daarvan. Dat deed hij onder andere door het organiseren van determineeravonden en mossenweekends, en het schrijven van een mosflora van Nederland; de opvolger van de eerste NJN-mossentabel door Huib de Miranda. In 1982 werd Margadant voor zijn verdiensten benoemd tot erelid van de Bryologische en Lichenologische Werkgroep (BLWG).
- Bibsys: 98078386
- Bibliothèque nationale de France: cb123251105 (data)
- Author citation (botany): Margad.
- Gemeinsame Normdatei: 140930728
- International Standard Name Identifier: 0000 0000 0024 8605
- Library of Congress Control Number: n88605797
- Nederlandse Thesaurus van Auteursnamen: 074233734
- Museum of New Zealand Te Papa Tongarewa: 49787
- Virtual International Authority File: 41910070
- WorldCat: E39PBJhCGkk3JTqDk7XxFcwKVC